# Peter Bücken

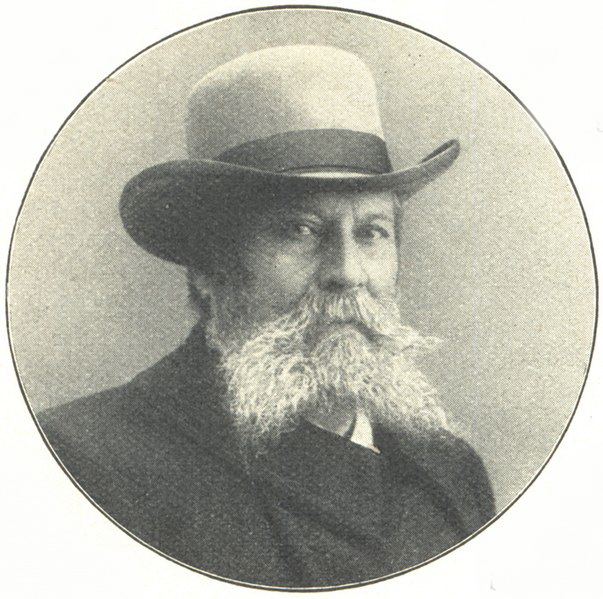
Peter Bücken

Peter Bücken (* 16. März 1830 in Burtscheid; † 9. August 1915 in Aachen) war ein deutscher Maler.

## Leben

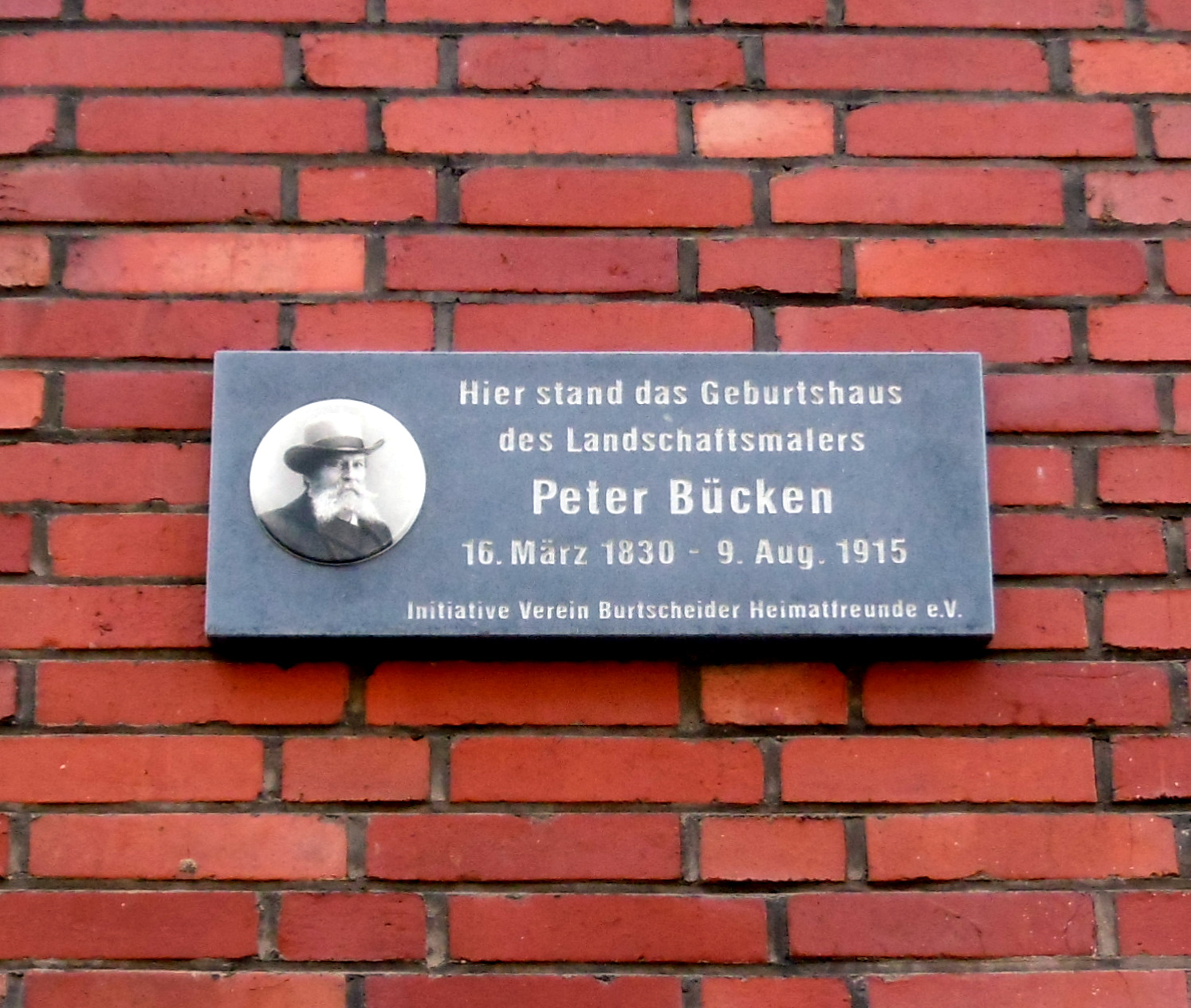
Gedenktafel am Geburtshaus

Bücken studierte bei Johann Wilhelm Schirmer und Carl Friedrich Lessing an der Kunstakademie Düsseldorf sowie zwischenzeitlich für ein Jahr bei Eugène Joseph Verboeckhoven in Brüssel. Anschließend war Bücken für längere Zeit in München tätig, wo er durch die Bekanntschaft zu Eduard Schleich den Älteren, Friedrich Voltz und Carl Spitzweg maßgeblich profitierte. Schließlich zog es ihn nach Aachen zurück, war er nun als Landschaftsmaler sesshaft wurde und eine eigene Malerschule gründete. Er gilt als bedeutender Vertreter der rheinischen Landschaftsmalerei. Seine mehr als 200 bekannten Werke sind geprägt von idyllischen Landschaften und anderen Motiven aus dem Naturleben. Seine Frau, Clothilde Bücken, geb. de Nocker, porträtierte er im Jahre 1870.
Nach seinem Tod erfolgte sowohl im Jahre 1915 im damaligen Museumsverein Aachen als auch 1947 im Suermondt-Ludwig-Museum eine Gedächtnisausstellung.
Am 16. März 2020, seinem 190. Geburtstag, wurde an seinem Geburtshaus im Aachener Stadtteil Burtscheid eine Gedenktafel enthüllt.

## Werke (Auswahl)

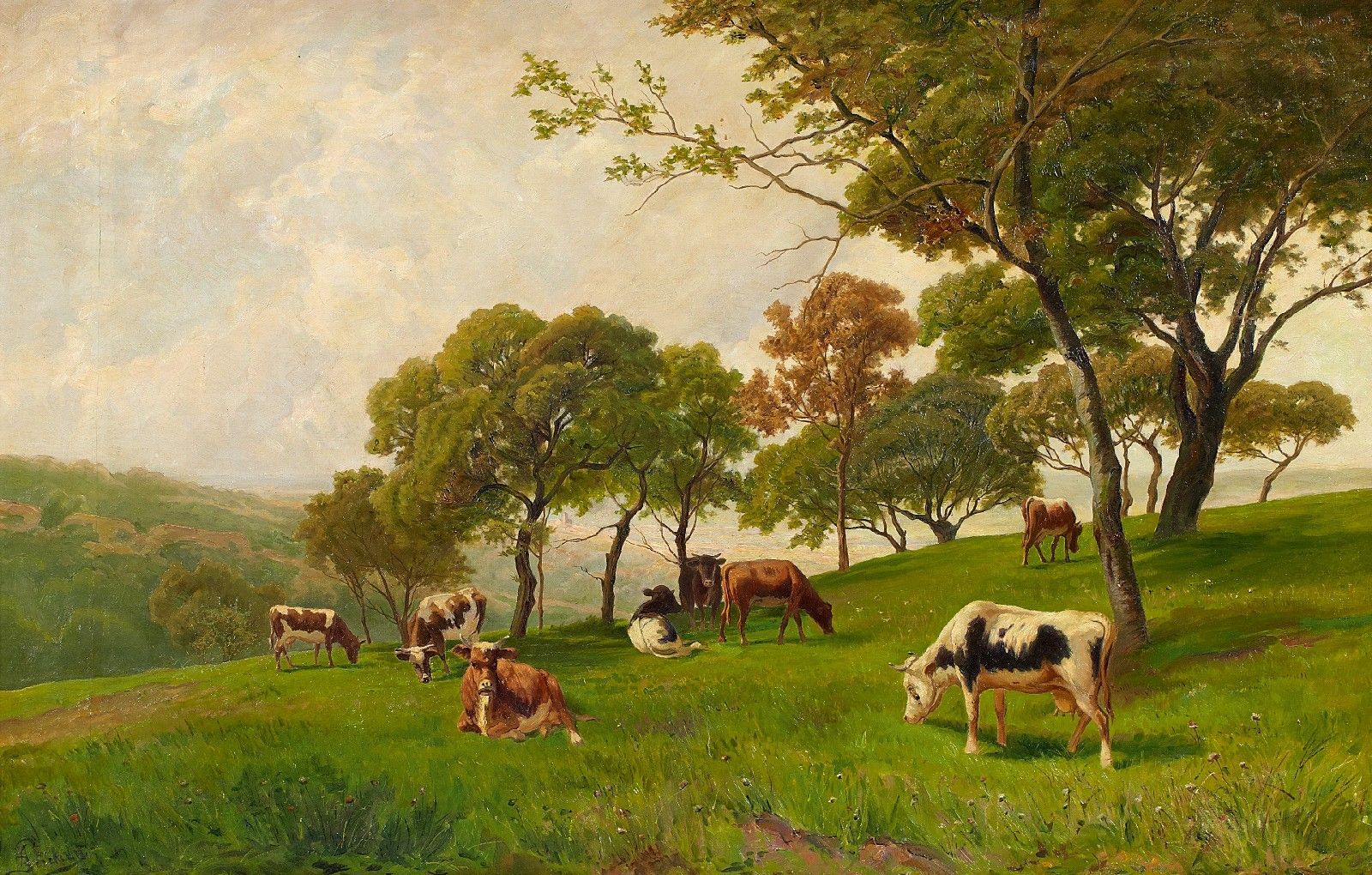
Peter Bücken: Kuhweide

- Blumenstilleben mit Sonnenblumen und Dahlien in einer Steingutkanne
- Burg Nideggen
- Nach dem Gewitter
- Romantische Mühle
- Am Ammersee (1912)
- Schäfer mit Herde (1904)